# Agrostis capillaris
Agrostis capillaris L., 1753 è una specie di pianta appartenente alla famiglia delle Poacee.
Il nome Agrostis deriva dalla parola greca "agros" che significa "campo".

## Distribuzione e habitat
È originaria dell'Eurasia ed è stata esportata in molte parti del mondo. Cresce nelle praterie umide e nei prati aperti e può essere trovata anche in aree agricole.